# Nothopegia aureo-fulva
Nothopegia aureo-fulva là một loài thực vật thuộc họ Anacardiaceae. Đây là loài đặc hữu của Ấn Độ. Chúng hiện đang bị đe dọa vì mất môi trường sống.